# Faustin Ens
Faustin Ens (15. února 1782, Rottweil - 5. března 1858, Bregenz) byl slezský topograf a středoškolský pedagog německého původu, jeden ze zakladatelů Gymnazijního muzea, pozdějšího Slezského zemského muzea v Opavě.

## Život
Narodil se jako třinácté dítě z konečných čtrnácti manželům Eleonoře a Stanislausovi Ensovým ve württemberském městě Rottweilu, tehdy ještě přičleněnému ke starému Švýcarskému spříseženství. V tamní matrice byl zapsán celým jménem jako Johan Babtista Faustin Ens.
V jeho rodině byla učitelská tradice, děd i otec učiteli byli, a proto byl malý Faustin veden také k tomuto povolání. V jedenácti letech nastoupil na gymnázium v Breisachu, roku 1799 gymnazijní studia dokončil a roku 1802 nastoupil na proslulou Univerzitu Albrechta Ludvíka ve Freiburgu, na které již také studoval jeho bratr, kde vystudoval práva a filozofii. Studia Ense byla poznamenána napoleonskými válkami.
V roce 1807 přesídlil na území Rakouského císařství, když přijal místo preceptora u jisté bohaté rodiny v Opavě. Obvykle se uvádí rodina Czeiků z Badenfeldu, ale již první dopis od jeho otce, který byl adresován urozené paní Josefě von Blauhut toto tvrzení zpochybňuje.
V roce 1813 nastoupil jako suplent na německém gymnáziu v Opavě, na němž působil až do svého penzionování. Na opavském gymnáziu ovlivnil řadu svých žáků, kteří později vynikli v mnoha oborech i mimo Slezsko; mezi jeho žáky byli např.: Cyprián Lelek, Eduard Silesius, Gregor Mendel, Antonín Vašek, Pavel Křížkovský, Ferdinand Galke nebo Johann Eichler. V jeho hodinách získávali znalosti také budoucí významní politikové (Felix Lichnovský z Voštic, Hans Kudlich, J. H. Kudlich), historikové a kronikáři (Erasmus Kreuzinger).
Pro potřeby svých žáků napsal učebnici Abriss der physischen Geographie a zkonstruoval plastický model zeměkoule - v té době ještě zcela ojedinělou pomůcku – a dalším jeho pedagogickým projektem byl plán na zřízení gymnazijního muzea. V jeho pozůstalosti se zachovaly četné didaktické texty (zřejmě pořízené jako přípravy k vyučování): „Průvodce po říši mineralogie“ (Wegweiter in das Reich der Mineralogie) nebo „Třísky k dějinám a zeměpisu“ (Späne zur Geschichte und Geographie). U studentů byl velice oblíben (v jeho pozůstalosti nalezeno několik desítek dopisů bývalých žáků psaných vážně i žertovnou formou, vzpomínají na to, co si od svého učitele odnesli a chlubí své vlastními úspěchy, jichž dosáhli při dalších studiích či v práci). Při jeho odchodu do penze v roce 1844 mu byl studenty věnován pozlacený pohár s nápisem OPTIMO MAGISTRO DISCIPLI GRATISSIMI („Nejlepšímu učiteli nanejvýš vděční žáci“).
Kromě své pedagogické činnosti se věnoval i vědecké práci v oboru historie a kolem poloviny druhého desetiletí se k jeho zájmům o slezskou přírodu přidružil zájem o obyvatele země, jejich způsob života, kulturu, jazyk a dosud nepopsanou historii. V brněnském časopisu pro vzdělané stavy Hesperus vycházely anonymní články, které by mohly pocházet z pera Ense např.: Troppau und dessen Umgebung. Stěžejní dílo , které bylo vyvrcholením jeho vědecké činnosti: čtyřsvazkový Das Oppaland (1. svazek- dějiny Opavského knížectví, 2. svazek- dějiny města Opavy, 3. svazek- celková charakteristika Opavy, 4. svazek- topografický popis obcí). Toto dílo se lišilo od jiných typografických knih větším důrazem na samotnou historii.
V roce 1814 založil spolu s Josephem Schösslerem a Franzem von Mückusch und Buchberg Gymnazijní muzeum v Opavě, nejstarší muzejní instituci na území Česka. Od počátku bylo budováno jako přírodovědné, později také začalo sbírat doklady o historickém vývoji Slezska a začalo s budováním sbírky modelů strojů a různých výrobních zařízení. Součástí se stala i knihovna. Sbírky a knihovna se rozšiřovaly převážně z darů, muzeum podporovala nejvýznamnější opavská šlechta (převážně Ensovi přátelé). 4 roky po založení čítala knihovna na 6000 knih, sbírka minerálu obsahovala 200 ks, sbírka hmyzu 400 ks, ornitologická sbírka čítala na 1000 exemplářů a v herbáři bylo již 600 rostlin ze Slezska. Roku 1834 bylo v knihovně 63 rukopisů a 13 000 knih a dále rostly také ostatní sbírky. Proto se časem muzeum začalo potýkat s nedostatkem prostoru, ale také financí. Jeho zakladatelé museli častěji sahat do vlastní kapsy nebo pořádat literární či hudební produkce na pomoc muzeu. Nedostatek prostoru byl vyřešen přestavěním gymnazijní kaple.
V roce 1821 shromáždění slezských stavů rozhodlo, že zřídí placené místo muzejního správce sbírek. Prvním kustodem se stal Faustin Ens a roku 1822 přešlo opavské gymnazijní muzeum do jeho správy. O muzeum pečoval až do roku 1844. Ens se odcizil měšťanům, také ho velmi zasáhla smrt jeho dvou blízkých přátel F. Mückusche z Buchberku a purkmistra J. J. Schlössera a proto v létě 1844 požádal o penzionování a rozhodl se z Opavy odstěhovat do svého rodného kraje. Usadil se nejdříve v Kostnici, od roku 1848 pak žil až do své smrti ve vlastním domě v Bregenzu.
I zde rozvinul aktivní odbornou činnost a zasloužil se o vznik Vorarlberského zemského muzea. Ale i v této etapě svého života udržoval četné styky s Opavou, které prozrazují jeho mimořádné přilnutí k městu a Slezsku vůbec, o něž se během svého života zcela mimořádně zasloužil.